# Čakanská kultura
Čakanská kultura nebo čačianská kultura byla kultura v době cca 1250 - 1000 př. Kr. (tedy v mladší době bronzové) na jihozápadním Slovensku (východně od Váhu), v severozápadním Maďarsku (kolem Balatonu a Neziderského jezera) a v Burgenlandu v Rakousku. Je pojmenována podle mohyly v Čace. Vyvinula se z karpatské mohylové kultury. Je reprezentována velkými náčelníckými (knížecími) mohylami (Čaka, Lužany, Kolta, Dedinka, Hövej), dobře vypálenou keramikou, plochými talíři, vyšší diferenciací společnosti .

## Čakanská kultura na Slovensku
Tato kultura ovládala okrajové území sousedních kultur (lužické, velatické a pilinské). Ve vztahu k pilinské kultuře se dokonce předpokládá jakýsi "ochranný" poměr, za nějž pilinská kultura platila svými bronzovými výrobky. Od této kultury pocházejí nejstarší středoevropské bronzové pancíře. Naleziště mohylníků jsou např. Čaka, Kolta, Velké Ripňany, Dedinka. V Dedince se v jednom vedlejším hrobě mohyly našel hrob ženy - kněžky slunečního kultu, který soudě podle výbavy patří mezi nejvýznamnější nálezy žen 13. století př. Kr. na světě. 
Po přelomu Reineckeho stupňů Br D a Ha A1 (tedy kolem roku 1200 př. Kr.) lze pozorovat vylidňování a chudnutí oblastí této kultury, z čehož se usuzuje, že se zúčastnila první vlny velkého stěhování národů bronzové doby. S tímto prvním stěhováním, souvisejícím s útoky tzv. mořských národů ve východním Středomoří (zničení Kréty, mykénské civilizace, boje s Egyptem), které skončily začátkem 12. století před Kr, a asi i příchodem Dórů do Řecka, zřejmě souvisí i (na západním Slovensku) změna uspořádání společnosti, kterou od té doby vedli vojenští vůdci, z nichž se konstituovala knížata a velmoži.